# Cabezarados
Cabezarados è un comune spagnolo di 328 abitanti situato nella comunità autonoma di Castiglia-La Mancia.